# Erzincan
Erzincan este un oraș din Turcia.